# Vírgenes negras

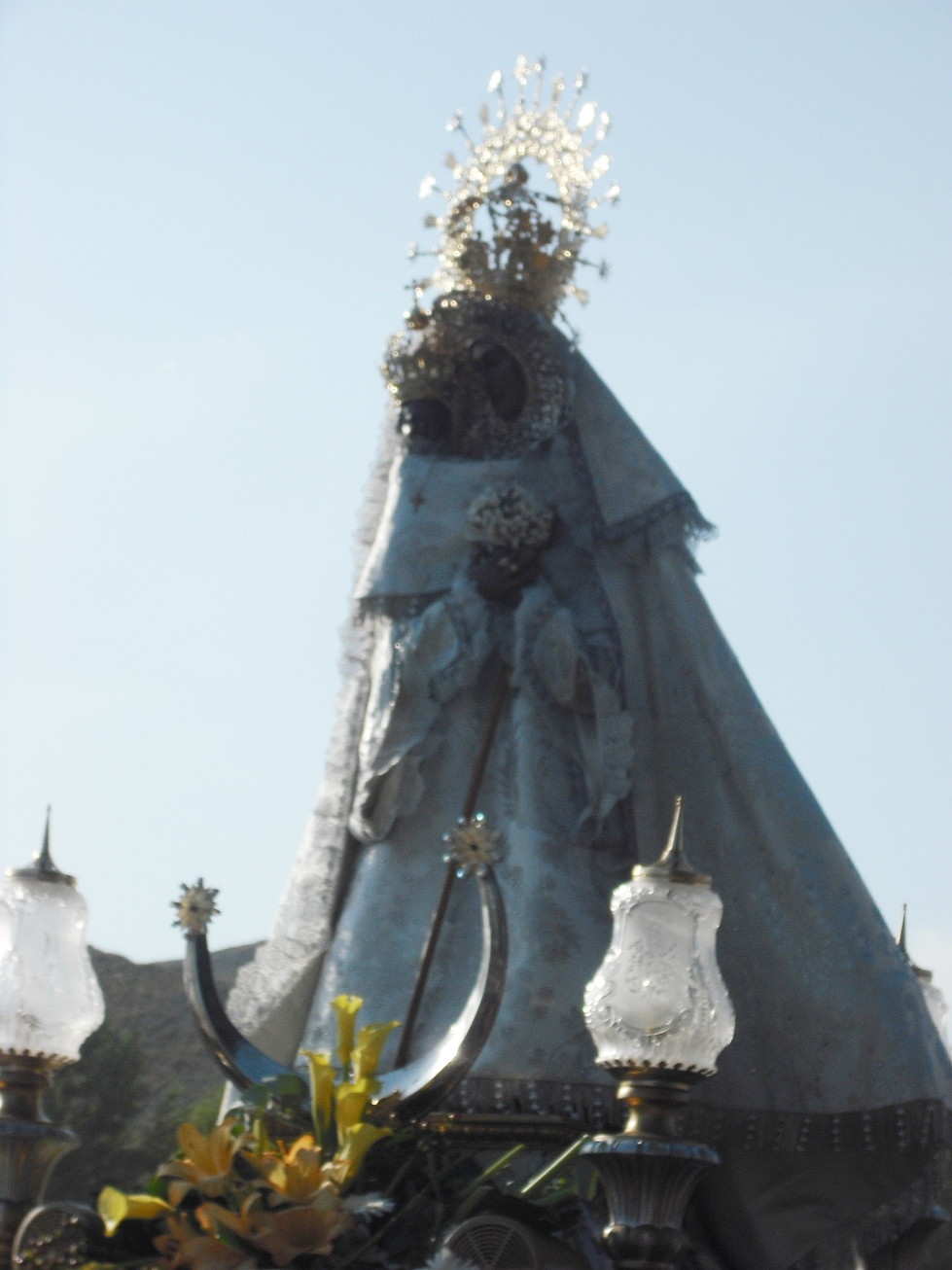
Nuestra Señora de las Virtudes conocida como la Morenica, patrona de Villena, España.

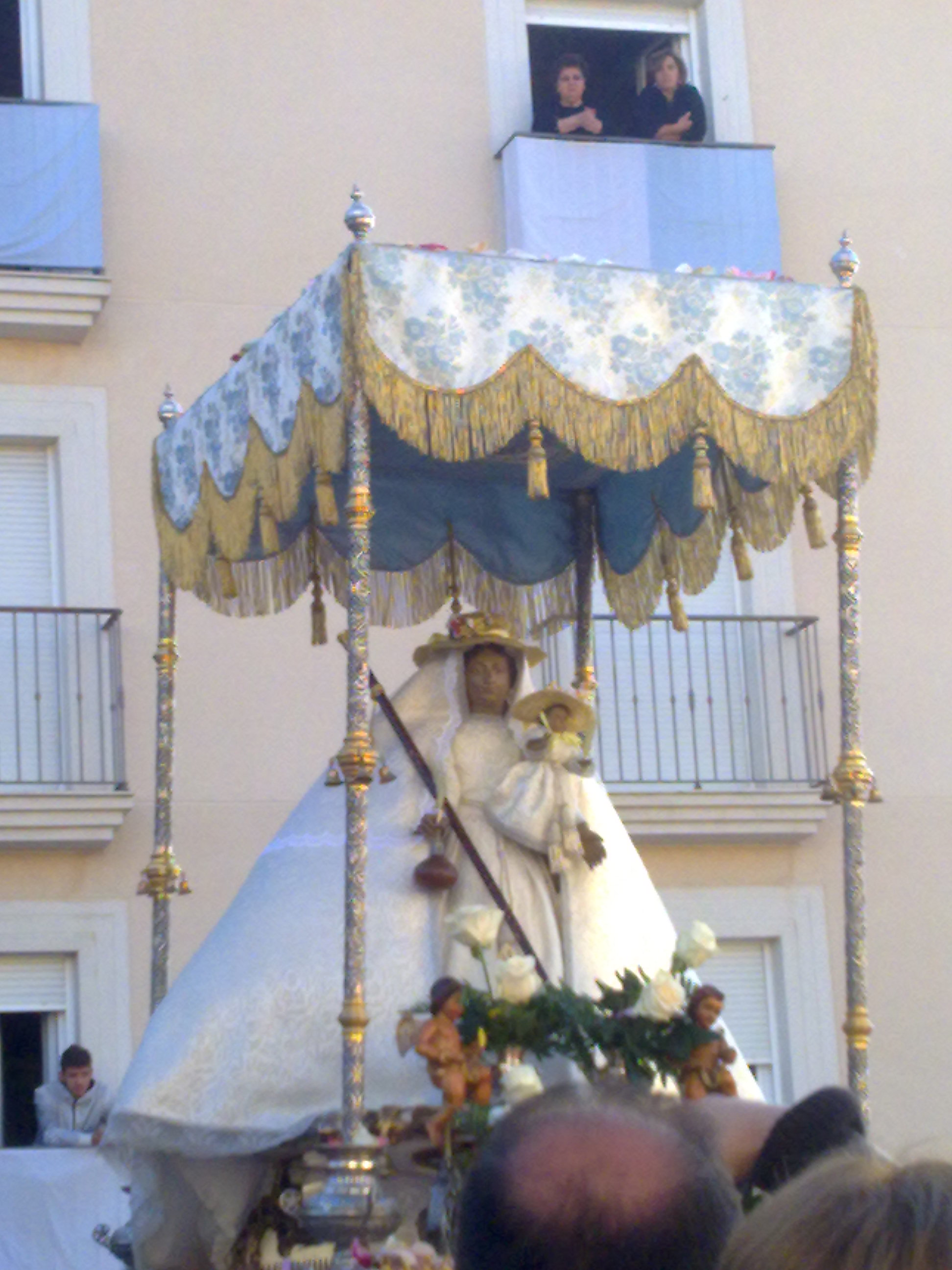
Nuestra Señora de Argeme, Coria, España.

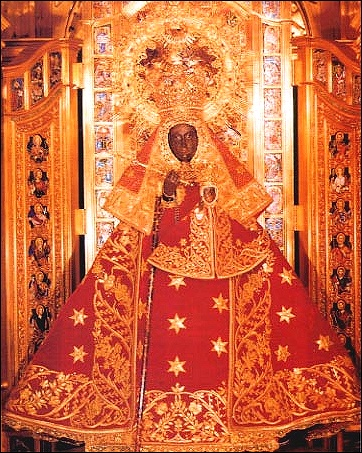
Nuestra Señora de Guadalupe, España.

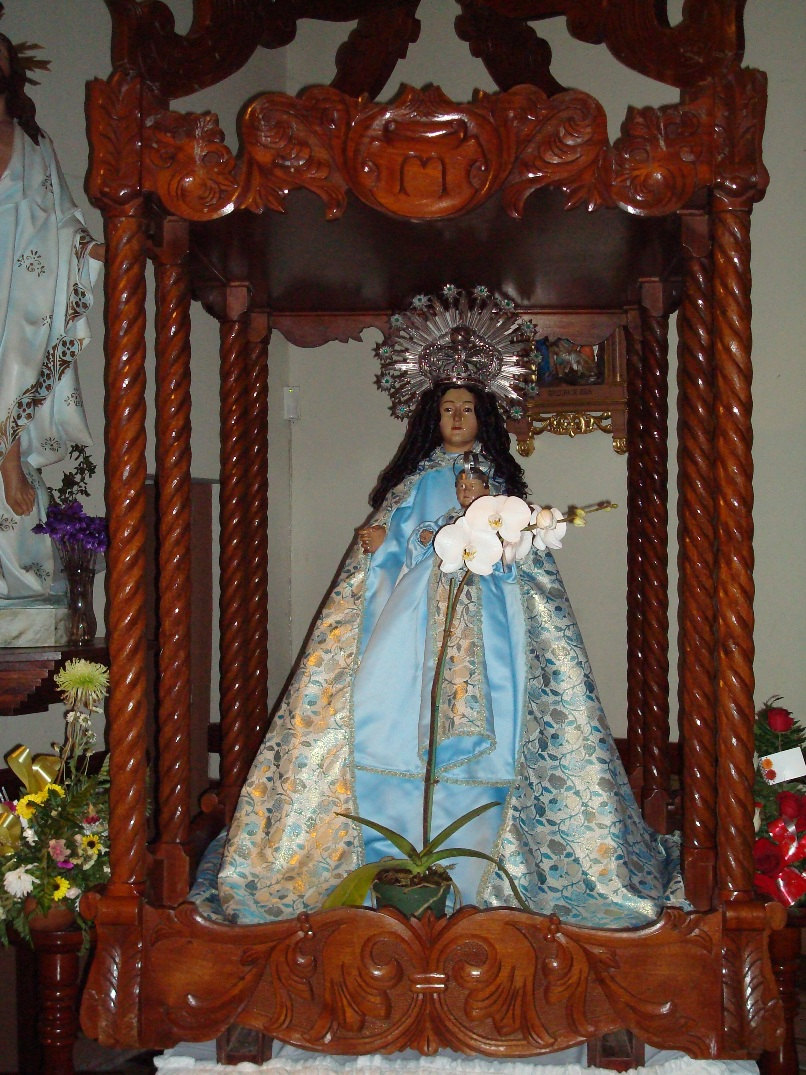
Nuestra Señora de la Monserrate, Hormigueros, Puerto Rico.

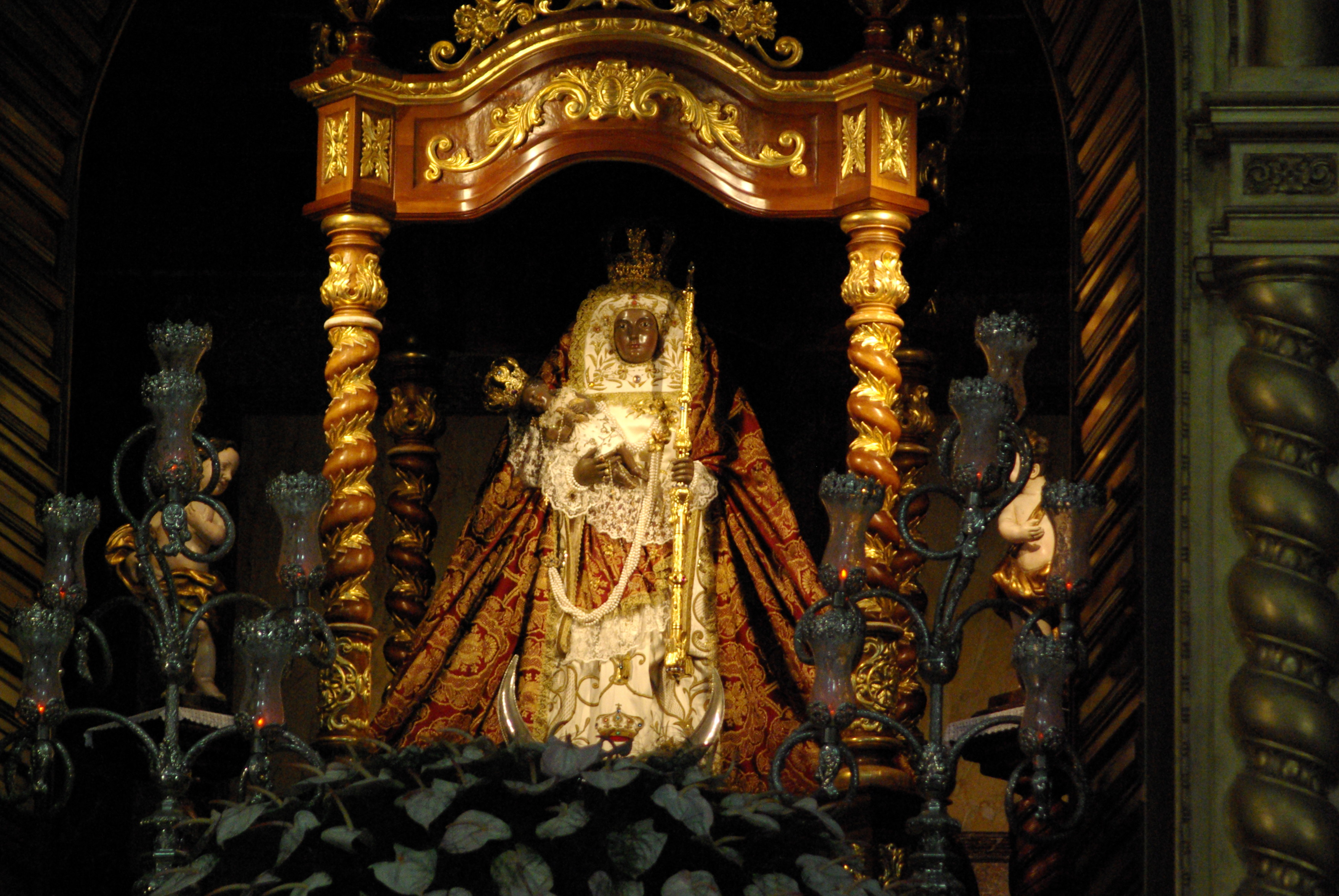
Virgen de la Candelaria, patrona de Canarias, en Tenerife, España.

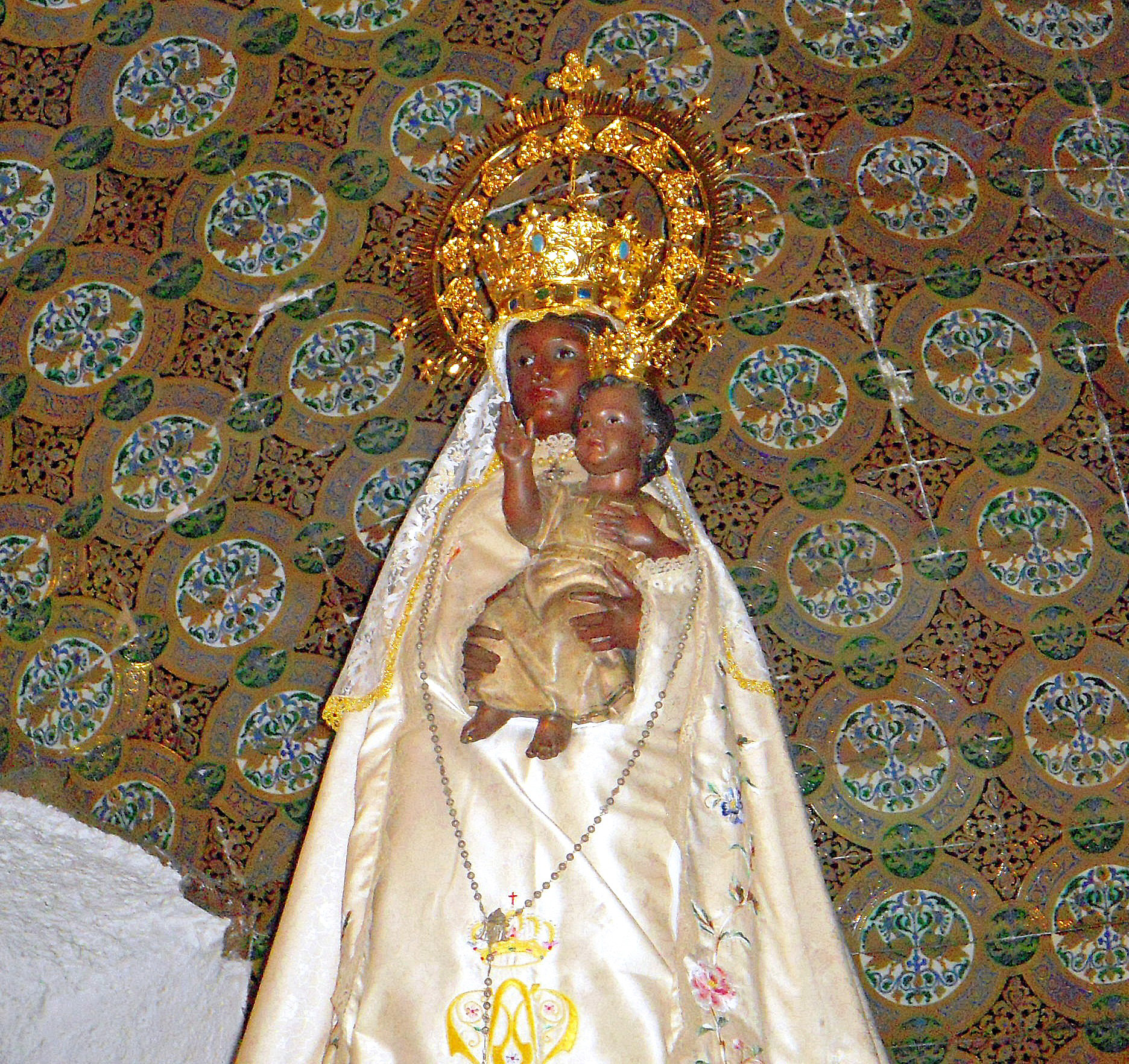
Virgen de la Peña de Francia, El Cabaco, Salamanca.

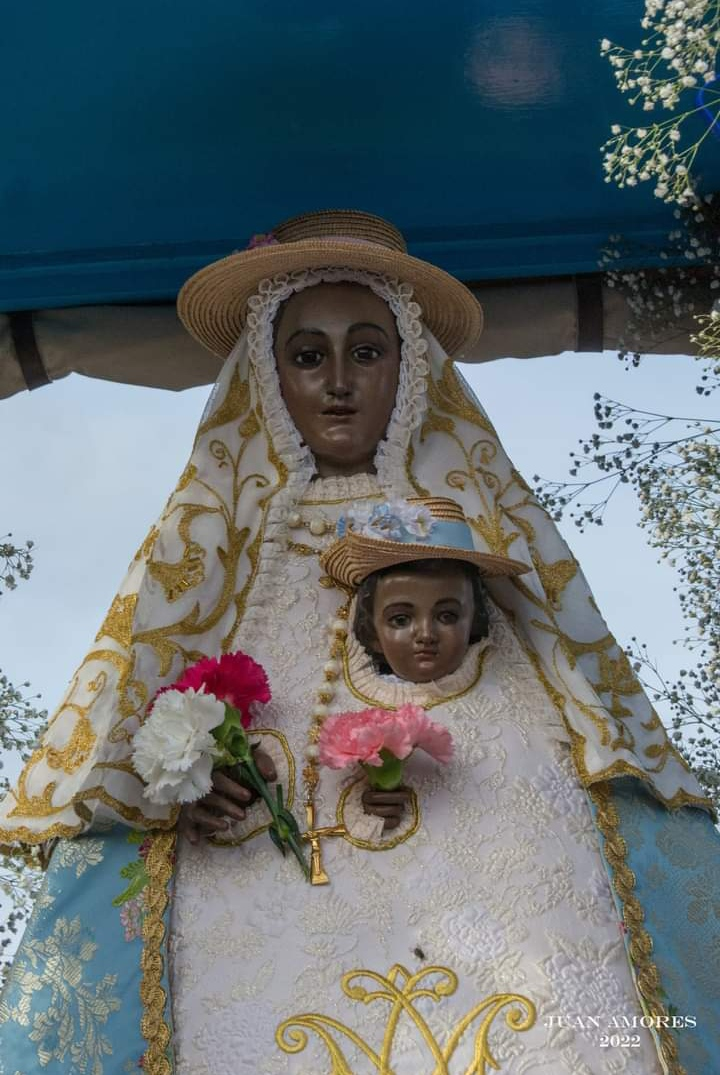
Nuestra Señora de la Carrasca, conocida como la Morenilla, patrona de Villahermosa, España.

Las vírgenes negras son efigies de la Virgen María que la representan como de piel oscura, o incluso completamente negra. Representaciones modernas en las que a la Virgen se la ha dotado premeditadamente de un aspecto étnico negro no entran dentro de esta categoría.

## Historia y difusión
Quizás el origen de estas imágenes se explica como la adopción, por parte del culto popular cristiano en sus primeros siglos, de elementos iconográficos y atributos de antiguas deidades femeninas de la fertilidad, cuyos rostros se realizaban en marfil y cuyo culto estaba extendido por todo el Imperio romano tardío, tales como Isis, Cibeles y Artemisa. Debido a ello pueden encontrarse ejemplos de estas vírgenes por toda Europa.
Philippe Walter, de la Universidad de Grenoble III, se inclina por un origen celta —hadas y la mujer salvaje conocida como «la Sarracena»— algunas de cuyas características habrían sido retenidas en la figura y ritos que rodean a las vírgenes negras, luego de la evangelización de Europa.
La veneración a las vírgenes negras tiene también numerosos ejemplos en América, impulsada por la conquista española. Allí las vírgenes negras del Viejo Mundo surgidas del sincretismo religioso cristiano-pagano atravesarían en algunos casos una identificación con deidades femeninas amerindias o africanas como Pachamama o Yemayá.
La razón de esa tonalidad oscura se ha querido explicar aduciendo que en el mundo medieval la mayoría de las imágenes de culto se hacían de madera, material higroscópico que sufría importantes variaciones con la humedad y que además era fácil presa de hongos y xilófagos (carcoma, termitas...), por eso los escultores buscaban la forma de hacer las imágenes sacras lo más resistentes e inalterables posible. También se ha dicho que en algunos casos excepcionales tenemos imágenes de Cristos o de Vírgenes talladas en marfil o ébano - materiales prácticamente inalterables y muy difíciles de conseguir por su origen asiático o africano-, pero en la mayoría de las ocasiones lo que se hacía era proteger las efigies lígneas revistiéndolas de una capa de betún para hacerlas más resistentes frente a la humedad y al ataque de los insectos. De ahí que una vez elaborada la talla de la Virgen en maderas corrientes: nogal, álamo, ciprés... se recubriera de betún u otras sustancias protectoras de color oscuro para hacerla lo más impermeable e inatacable posible, y luego se policromara dándole el colorido oportuno a la piel y a los ropajes. Después, con el paso de los siglos, esa policromía fue desapareciendo y quedando a la vista el barniz oscuro, por eso cuando recientemente se han hecho estudios o al restaurar y limpiar algunas de las llamadas “vírgenes negras” se ha descubierto que la Virgen en realidad era blanca, y que su color no se debía por tanto a la pátina que cogían con los años por exposiciones ambientales en las iglesias.
Pero lo cierto es que los anteriores argumentos aun siendo ciertos en algún caso no pueden explicar por qué hay vírgenes negras en toda Europa y por qué otras figuras de santos y en general otras figuras góticas no son negras. En la obra literaria Alonso, mozo de muchos amos (Madrid, 1624) o "El donado hablador" de Jerónimo de Alcalá Yáñez y Ribera se nos dice que la creencia mayoritaria en España antes del siglo XVI es que la virgen es una mujer negra y ya desde entonces empiezan las argumentación para explicar supuestamente porqué no lo es.

## Lista de vírgenes negras
- Virgen del Martirio, Patrona de la Alpujarra, Ugíjar, Granada
- Virgen de la Monjía, Novés, Toledo
- Nuestra Señora Santa María de los Torneos, Patrona de la Soberana Orden Militar de Caballería de Alfonso XIII, España
- Virgen del Valle, Catamarca, Argentina
- Virgen de Ujué, Navarra, España
- Nuestra Señora Aparecida, Brasil
- Nuestra Señora de las Virtudes (la Morenica), Villena, España
- Nuestra Señora de los Ángeles (la Negrita), Cartago, Costa Rica
- Nuestra Señora de Argeme, Coria, España
- Virgen de Atocha, Patrona de la Corte y Monarquía Hispánica, Madrid, España
- Virgen de la Cabeza, Andújar, España
- Virgen de la Cabeza, Motril, España
- Virgen de la Candelaria, Tenerife, Canarias, España
- Virgen de Einsiedeln, Suiza
- Virgen de la Encina, Ponferrada, España
- Virgen de Guadalupe, Cáceres, España
- Virgen de Finibus Terrae, Almendral, España
- Virgen de Guadalupe, Fuenterrabía, Guipúzcoa, España
- Virgen de Guadalupe, Rianxo, Galicia, España
- Virgen de Herrera, Los Navalucillos, Toledo, España
- Virgen de las Cruces, Daimiel, España
- Virgen de la Luz, Cuenca, España
- Virgen de las Cruces, Don Benito, Badajoz, España
- Virgen de la Carrasca (la Morenilla), Villahermosa, Ciudad Real, España
- Virgen de la Caridad, Villarrobledo, Albacete, España
- Virgen de Lluc, Mallorca, España
- Virgen de los Milagros, El Puerto de Santa María, España
- Virgen de Montserrat, Montserrat, España
- Nuestra Señora de la Monserrate, Hormigueros, Puerto Rico
- Nuestra Señora de la Monjia, Novés, Toledo
- Virgen de la Peña de Francia, Peña de Francia, El Cabaco, Salamanca, España
- Virgen de Regla, Regla, La Habana, Cuba
- Virgen de Regla, Chipiona, España
- Nuestra Señora de la Regla, Cebú, Filipinas
- Virgen de la Sierra, Cabra, España
- Virgen de Torreciudad, Secastilla, España
- Virgen Negra de Le Puy, Francia
- Virgen de Rocamadour, Francia
- Virgen Negra de Toulouse, Francia
- Madonna di Tindari, Italia
- María Reina de Monte Oropa en Piamonte, Italia
- Madonna di Crea en Piamonte, Italia
- Virgen de Loreto, Italia
- Beata Vergine di Castelmonte, Prepotto, Italia
- Nuestra Señora de Dublín, Irlanda
- Virgen de Częstochowa, Polonia
- Nuestra Señora de la Merced, de Jerez de la Frontera, Cádiz, España
- Virgen del Castillo/La Morenica, Chiva, Valencia, España
- Nuestra Señora de Gracia, Archidona, Málaga, España
- Virgen Negra de los Ángeles de Atocha, Montalbán, Venezuela.
- Virgen de Guadalupe, México
- Nuestra Señora de Juquila, México
- Virgen del Prado, Talavera de la Reina, España
- Virgen de la Peña, Brihuega, Guadalajara, España
- Virgen del Rosell, Cartagena, España
- Santa María de España, Cartagena, España